# Angiopteris rapensis
Angiopteris rapensis là một loài dương xỉ trong họ Marattiaceae. Loài này được E.Brown mô tả khoa học đầu tiên năm 1931.